# Нейъми Джеймс
Дейм Нейъми Джеймс (на английски: Naomi James) е новозеландска спортистка по ветроходство, мореплавателка и писателка.

## Биография и творчество
Нейъми Кристин Джеймс е родена на 2 март 1949 г. в Гисбърн, Нова Зеландия, в семейството на Чарлс Силвър и Джоан Моуър. Прекарва детството си заедно с брат си и две си сестри в отдалечена млекопреработвателна овцеферма в залива Хоук. След завършване на средното си образование работи като фризьорка и изобщо не може да плува.
Пътува до Европа, където през лятото на 1975 г. в Сен Мало среща съпруга си Роб Джеймс, който кара яхти за „Чей Блайт“ и влиза в пристанището с чартърен кораб. Научава всичко за плаването от него и започва да кара яхтата „Spirit of Cutty Sark“, преименувана впоследствие в „Express Crusader“.
Спонсорирана от „Дейли Експрес“, в периода 9 септември 1977 г. – 8 юни 1978 г. с яхтата „Express Crusader“ прави самостоятелно обиколка на света плавайки покрай нос Хорн, започвайки и завършвайки в Дартмут. Тя става втората жена направила сама околосветска обиколка, изминава 43 452 км, и подобрява с два дни рекорда от 274 дни на Френсис Чичестър, извършен 10 години по-рано. По време на плаването едва не губи мачтата си при преобръщане в „ревящите четиридесет“ и не е имала радио в продължение на няколко седмици. Преживяванията си описва в книгата „Насаме с морето: Дневник от околосветско плаване 1977-1978 г.“. За постижението си през 1979 г. е удостоена с титлата „Дейм“ на Ордена на Британската империя. Описва приключенията си в епизод 12 от сезон 19 на популярния документален телевизионен сериал „This Is Your Life“. През 1990 г. е включена в Спортната зала на славата на Нова Зеландия.
През 1979 г. поставя рекорд за жена-състезател в Трансатлантическата регата. Заселват се със съпруга си до пристанището в Корк Харбър, Ирландия. През 1982 г. печели заедно със съпруга си Роб регата около Великобритания, но след това изоставя плаването, тъй като не може да преодолее морската болест.
През 1983 г. ражда дъщеря си. Съпругът ѝ се удавя по време на ветроходно плаване, 10 дни преди раждането ѝ.
През 1990 г. се омъжва повторно и се премества във Вашингтон в САЩ за известно време. През 2006 г. получава докторска степен по философия от Университетски колеж Корк.

## Произведения
- At One With The Sea (1979) – издаден и като „Alone Around World“
Насаме с морето, изд.: „Георги Бакалов“, Варна (1986), прев. Тинко Трифонов